# アフター・ザ・ゴールド・ラッシュ
『アフター・ザ・ゴールド・ラッシュ』（After the Gold Rush）は、ニール・ヤングが1970年に発表した3作目のソロ・アルバム。
『ローリング・ストーン』誌が選んだ「オールタイム・グレイテスト・アルバム500」（2012年版）において74位にランクインした。

## 解説
クロスビー、スティルス、ナッシュ&ヤングの活動期間中に発表されたアルバムで、クレイジー・ホースのメンバーとジャック・ニッチェ、スティーヴン・スティルス、ニルス・ロフグレン、グレッグ・リーヴスらが録音に参加した。ピアノの弾き語りをベースにした曲が多い。
シングル「オンリー・ラヴ」のB面に収録された「バーズ」はアルバム収録のものと異なる。ピアノの弾き語りであるアルバム・バージョンに対し、シングル・バージョンはクレイジー・ホースの演奏を伴ったバンド・サウンドである。
2012年、毎年ヤング夫妻が主催するチャリティー・コンサート『ブリッジ・ベネフィット』で、ニールはゲストのガンズ・アンド・ローゼズと「ブリング・ユー・ダウン」をセッションした。

## 収録曲
Side 1
1. テル・ミー・ホワイ - Tell Me Why - 2:54
2. アフター・ザ・ゴールド・ラッシュ - After the Gold Rush - 3:45
3. オンリー・ラヴ - Only Love Can Break Your Heart - 3:05
4. サザン・マン - Southern Man - 5:31
5. やがて朝が - Till the Morning Comes - 1:17

Side 2
1. オー・ロンサム・ミー - Oh, Lonesome Me (ドン・ギブソン) - 3:47
2. ブリング・ユー・ダウン - Don't Let It Bring You Down - 2:56
3. バーズ - Birds - 2:34
4. アイ・キャン・リアリー・ラヴ - When You Dance I Can Really Love - 4:05
5. アイ・ビリーヴ・イン・ユー - I Believe in You - 3:24
6. 壊れた渡し船 - Cripple Creek Ferry - 1:34